# Иодат ртути(I)
Иодат ртути(I) — неорганическое соединение,
соль ртути и иодноватой кислоты
с формулой Hg2(IO3)2,
желтоватые кристаллы,
не растворяется в воде.

## Физические свойства
Иодат ртути(I) образует желтоватые кристаллы.
Не растворяется в воде, р ПР = 17,9.